# 「SUNNY 強い気持ち・強い愛」 Original Sound Track
「SUNNY 強い気持ち・強い愛」 Original Sound Trackは、小室哲哉がリリースした映画『SUNNY 強い気持ち・強い愛』のサウンドトラック。

## 解説
監督の大根仁は準備稿を見せる段階で小室と始めて会って、小室へ「ストリングスとピアノは使わないで、小室さんが一番得意な打ち込みで作ってください」「1990年代初期のヴィンテージ物のドラムマシン・ミュージックシーケンサー・シンセサイザー群を使って頂けないでしょうか」「準備稿を読んで、小室さんのイメージするものを作ってください」と注文し、特に大根は打ち込みサウンドにこだわった。
3,4曲出来上がった段階で大根は「この音楽が流れる空気」を大事にしながら撮影した。ダビングの最終作業の時まで、新曲や細かいアレンジを遠慮なしに注文する等、実質「大根が小室をプロデュースする」状態になっていた。小室は2018年1月に引退したため、彼が手掛けた最後の映画音楽となった。

## 曲目
1. 芹香との再会
2. みんなに会いたい
3. 過去への郷愁
4. 転校生・阿部奈美
5. たまり場
6. ブラック企業
7. 奈美の寝坊
8. バトル サニー vs 黒ギャル
9. ファミレス
10. 奈美の尾行
11. 助けにきた渉
12. 渉の夢
13. 彼氏!?
14. 水着でキャットファイト
15. 芹香にメイク
16. 旦那の浮気話
17. チーム名はサニー
18. 芹香が変えてくれた
19. ビデオメッセージ
20. バトル 奈々 vs 鰤谷
21. 音楽祭の事件
22. サニーの別れ
23. 芹香の遺言
24. SUNNY
25. エピローグ

## 参加ミュージシャン
- サックス - Tag
- マスタリングエンジニア - 小柳令奈
- サウンドエンジニア - 久保こーじ・溝口和彦 (TK SONG MAFIA)